# Jalapyphantes
Jalapyphantes es un género de arañas araneomorfas de la familia Linyphiidae. Se encuentra en México y Ecuador. 

## Lista de especies
Según The World Spider Catalog 12.0:
- Jalapyphantes cuernavaca Gertsch & Davis, 1946
- Jalapyphantes minoratus Gertsch & Davis, 1946
- Jalapyphantes obscurus Millidge, 1991
- Jalapyphantes puebla Gertsch & Davis, 1946